# Valeriu Gheorghiță
Valeriu Gheorghiță (n. 25 mai 1982, Izvoru, România) este un medic militar român, devenit cunoscut în calitate de coordonator al Campaniei Naționale de Vaccinare Anti-COVID-19.
Valeriu Gheorghiță este medic primar infecționist și are gradul de colonel. Este șef de lucrări universitar la Universitatea de Medicină și Farmacie „Carol Davila” din București.
Începând cu 1 martie 2022, domnul colonel doctor Valeriu Gheorghiță face parte din echipa medicală a Serviciului Român de Informații, preluând funcția de manager al Spitalului Clinic de Urgență “prof. dr. Agrippa Ionescu”.
1. ↑  CURRICULUM VITAE (PDF)

## Cariera
Gheorghiță a absolvit Colegiul Național „Ion C. Brătianu” din Pitești în anul 2000, apoi, în 2006, Universitatea de Medicină, Farmacie, Științe și Tehnologie „George Emil Palade” din Târgu Mureș. În 2013 a obținut titlul de doctor în medicină, cu lucrarea Dinamica antigenului HBs cantitativ și predicția răspunsului la tratamentul antiviral cu interferon pegylat sau analogi nucleozidici și nucleotidici la pacienții cu hepatită cronică cu VHB. Ulterior a efectuat un postdoctorat pe tema Dinamica disfuncției endocrine în sepsisul bacterian: corelații cu severitatea, etiologia și evoluția sepsisului. A publicat, în cadrul diverselor colaborări, un număr de opt lucrări științifice în reviste cotate ISI și 11 lucrări în reviste cotate BDI și CNCSIS. De asemenea, i s-au publicat în reviste cotate ISI un număr de 16 rezumate la lucrările prezentate în cadrul manifestărilor științifice naționale și internaționale.
În data de 17 noiembrie 2020 a fost numit coordonator al Campaniei Naționale de Vaccinare Anti-COVID-19, de președintele Klaus Iohannis.